# 더 스매싱 머신
"더 스매싱 머신"(영어: The Smashing Machine)은 2025년 개봉 예정인 미국의 전기, 스포츠 드라마 영화이다. 베니 사프디가 감독과 각본을 맡았다. 전직 레슬러이자 종합격투기 선수 마크 커의 삶을 다룬 작품으로, 드웨인 존슨이 마크 커를 연기한다. 제82회(2025년) 베네치아 영화제 황금사자상 경쟁후보작이다.